# Zayesh
Zayesh er en dansk dokumentarfilm fra 2015, der er instrueret af Roja Pakari.

## Handling
Som kunstner og kvinde fortæller Hamraz Bayan om det at blive mor for første gang. Zayesh betyder skabelse og udspringer af ordet zayman, som betyder at føde på farsi. Denne film handler om skabelse på flere niveauer.

## Medvirkende
- Hamraz Bayan
- Stephanie Nguyen